# 음력 6월 4일
음력 6월 4일은 음력 6월의 4번째 날이다.

## 사건
- 1354년 - 고려 공민왕 3년, 기근 때문에 쌀값이 폭등하자, 유비창(有備倉)의 곡식을 내어 헐값으로 팔다.
- 1675년 - 조선 숙종 1년, 남인이 청남(淸南)과 탁남(濁南)으로 갈리다.
- 1764년 - 조선 영조 40년, 가뭄이 팔도에서 4월에서 6월까지 지속되다.
- 1792년 - 조선 정조 16년, 경상도와 전라도 지역에 홍수 피해가 발생하여, 민가 2000여 호가 유실되, 사망자가 100여 명 등에 이르렀다.
- 1805년 - 조선 순조 5년, 충청도 청산현(靑山縣)에서 화재로 민가(民家) 102호가 불에 타다.
- 1999년 - 대한민국 탈옥수 신창원이 2년 5개월 만에 검거.

## 문화
- 1731년 - 조선 영조 7년, 《선조보감(宣祖寶鑑)》이 간행되다.
- 1764년 - 조선 영조 40년, 가뭄이 4월에서 6월까지 지속되자 영조가 친히 〈운한편〉(雲漢篇)을 지어 팔도와 양도(兩都; 송도와 강도(江都))에 반포하다.
- 2013년 - 인천광역시 청라지구에서 서울특별시 강서구 가양동까지 BRT가 운행을 하기 시작하였다.
- 2014년 - 인천국제공항역을 바로 잇는 KTX 노선이 개통되었다.

## 탄생
- 1976년 - 대한민국의 야구인 임창용.

## 같이 보기
- 음력 360일: 1월 2월 3월 4월 5월 6월 7월 8월 9월 10월 11월 12월
- 전날:6월 3일 다음날:6월 5일 - 전달:5월 4일 다음달:7월 4일
- 양력:6월 4일
- 음력, 윤달